# Meinheim
Meinheim ist eine Gemeinde im mittelfränkischen Landkreis Weißenburg-Gunzenhausen. Der gleichnamige Hauptort ist Sitz der Gemeindeverwaltung und der Sitz der Verwaltungsgemeinschaft Altmühltal, dessen Mitglied die Gemeinde ist.

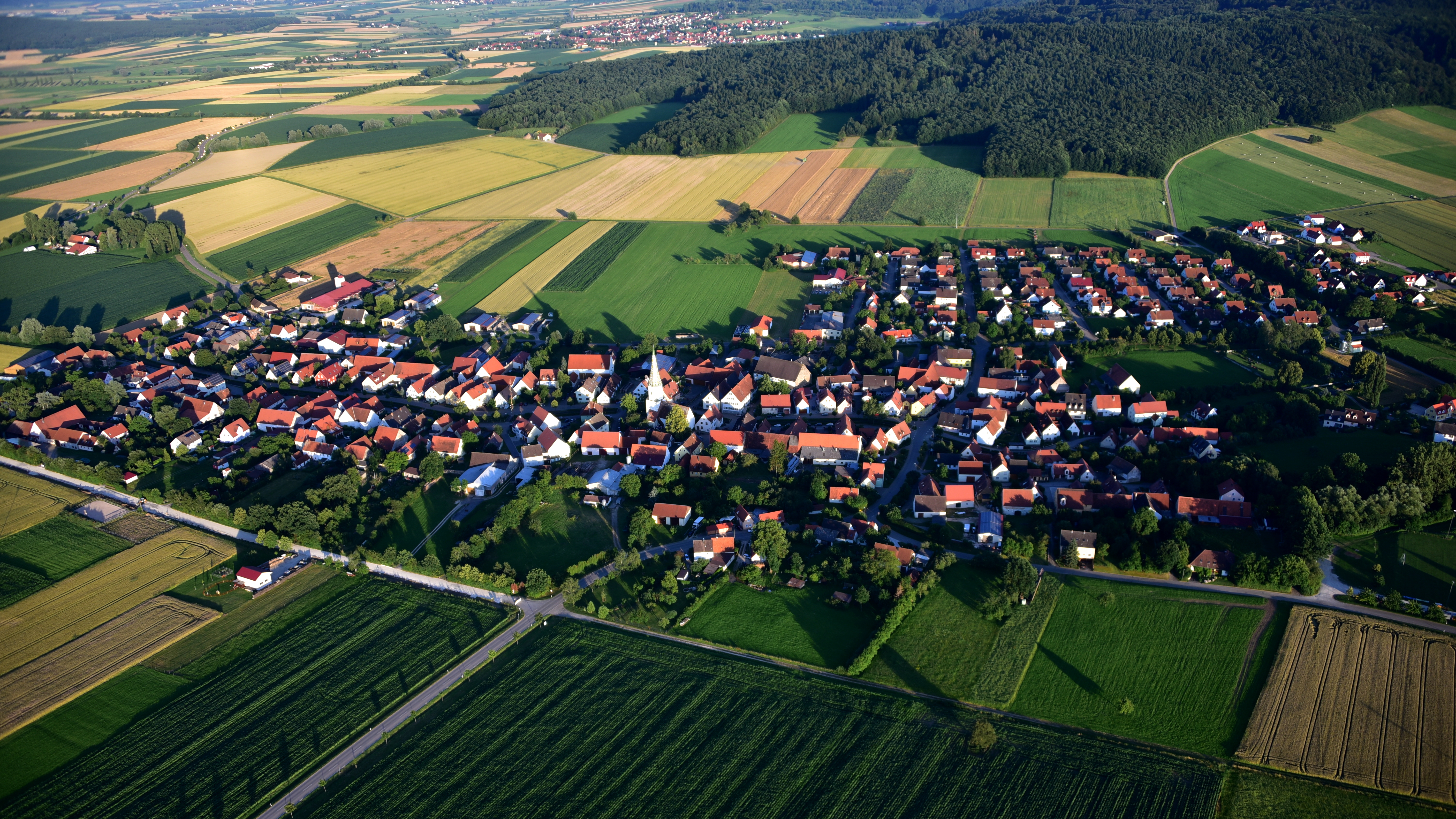
Meinheim, Luftaufnahme (2016)

## Geografie

### Geografische Lage
Die Gemeinde liegt im Altmühltal in der Region Westmittelfranken am Fuße des Hahnenkamms, einem Höhenzug der Fränkischen Alb. Die Ostgrenze des Ortes bildet die Altmühl. Den Ort Meinheim durchfließt der Meinheimer Mühlbach, der am Fuß des drei Kilometer westlich gelegenen Dürrenbergs entspringt. Am westlichen Ortsende wird er vom Wolfsbronner Mühlbach gespeist. Durch die Gemeinde führt die Staatsstraße 2230. Die Gemeinde liegt größtenteils in einer von Wiesen und Feldern geprägten Offenlandschaft, nur die gebirgigen Randlagen sind von Wäldern bewachsen. Auf Gemeindegebiet liegen Ausläufer des Gelben Bergs sowie des Gemeindebergs und des Geißbergs. Südwestlich liegt das Naturschutzgebiet Steinerne Rinne bei Wolfsbronn, das wie die Steinerne Rinne von Oberweiler und der Bachlauf mit Sinterbecken südwestlich Wolfsbronn als Geotop ausgewiesen ist.
Die Nachbargemeinden sind:
|            | Dittenheim                                  |          |
| Heidenheim | Kompassrose, die auf Nachbargemeinden zeigt | Alesheim |
|            | Markt Berolzheim                            |          |

### Gemeindegliederung
Die Gemeinde hat 9 Gemeindeteile (in Klammern ist der Siedlungstyp angegeben):
- Baierleinsmühle (Einöde)
- Blosenmühle (obere) (Einöde)
- Blosenmühle (untere) (Einöde)
- Kurzenaltheim (Pfarrdorf)
- Meinheim (Pfarrdorf)
- Oberweiler (Weiler)
- Papiermühle (Einöde)
- Sägmühle (Einöde)
- Wolfsbronn (Dorf)

Auf dem Gemeindegebiet gibt es die Gemarkungen Kurzenaltheim und Meinheim. Die Gemarkung Meinheim hat eine Fläche von 12,489 km². Sie ist in 1197 Flurstücke aufgeteilt, die eine durchschnittliche Flurstücksfläche von 10433,94 m² haben. In ihr liegen sämtliche Gemeindeteile Meinheims mit Ausnahme von Kurzenaltheim.

## Geschichte

### Bis zur Gemeindegründung
Funde aus der Bronze- und Hallstattzeit deuten auf eine vorgeschichtliche Besiedlung hin. Im Jahre 1154 wurde Meinheim erstmals urkundlich erwähnt. Die Ansbacher Markgrafen erwarben im 14. und 15. Jahrhundert die Besitzungen der Herren von Treuchtlingen und Holzingen. Der Ort im heutigen Mittelfranken gehörte zum 1792 von Preußen erworbenen Fürstentum Ansbach, ab 1500 Teil des Fränkischen Reichskreises. Als Teil Ansbachs kam es mit dem Vertrag von Paris im Februar 1806 zum Königreich Bayern. Mit dem Gemeindeedikt von 1818 entstand die politische Gemeinde.

### Eingemeindungen
Im Zuge der Gebietsreform in Bayern wurde am 1. Oktober 1972 die Gemeinde Wolfsbronn mit ihren Gemeindeteilen eingegliedert. Kurzenaltheim kam am 1. Mai 1978 hinzu.

### Einwohnerentwicklung
Meinheim ist gemäß seiner Einwohnerzahl die zweitkleinste Gemeinde des Landkreises Weißenburg-Gunzenhausen.
| Jahr      | 1961 | 1970 | 1987 | 1991 | 1995 | 2000 | 2005 | 2010 | 2015 | 2020 |
| --------- | ---- | ---- | ---- | ---- | ---- | ---- | ---- | ---- | ---- | ---- |
| Einwohner | 908  | 876  | 788  | 809  | 832  | 892  | 879  | 851  | 842  | 839  |

## Wappen
| Wappen Gde. Meinheim | Blasonierung: „In Rot aus dem unteren Schildrand aufwachsend der silberne Kirchturm von Meinheim, beseitet von je einem goldenen Lindenblatt.“ |
| Wappen Gde. Meinheim | Wappenführung seit 1959 |

## Persönlichkeiten, die im Ort gewirkt haben
- Georg Bickel (1862–1924), Malerpfarrer
- Robert (* 1949) und Manuel Westphal (* 1974), Politiker
- Janne Uhl (* 2005), Volleyball- und Beachvolleyballspielerin, hier geboren

## Bau- und Bodendenkmäler
- Ensemble Meinheim

## Geotope

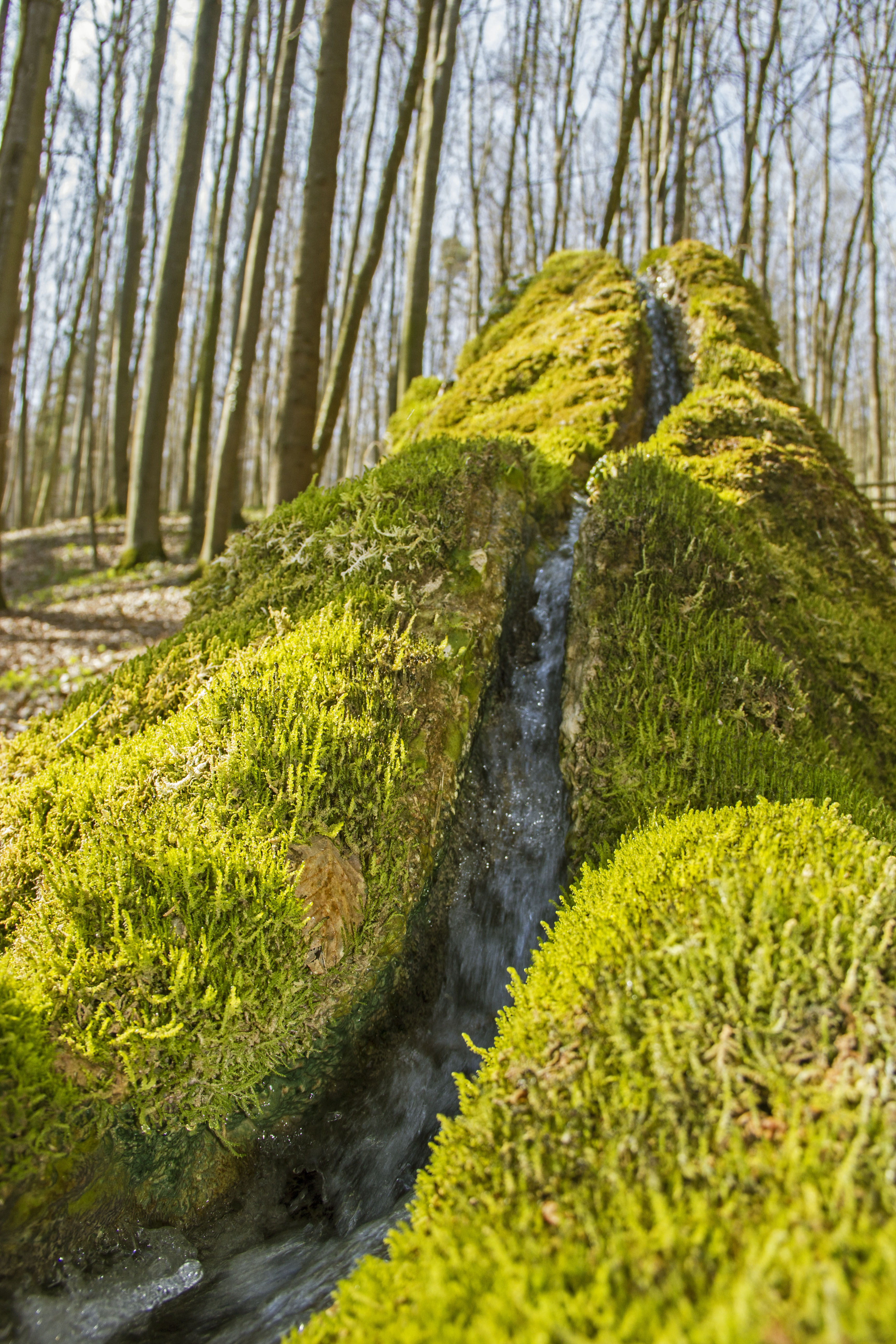
Steinerne Rinne bei Wolfsbronn

Im Gemeindegebiet befinden sich drei ausgewiesene Geotope:
- Die Steinerne Rinne bei Wolfsbronn (577R002), ein ausgewiesenes Naturschutzgebiet
- Die Steinerne Rinne südöstlich von Oberweiler (577R006)
- Der Bachlauf mit Sinterbecken südwestlich Wolfsbronn (577R017)

## Wirtschaft und Infrastruktur

### Wirtschaft einschließlich Land- und Forstwirtschaft
Im Jahr 2022 erzielte Meinheim Einnahmen aus der Gewerbesteuer in Höhe von 297 Tausend Euro. Mit einem Gewerbesteuerhebesatz von 350 % liegt die Gemeinde unter dem durchschnittlichen Gewerbesteuerhebesatz Deutschlands. Dieser beträgt 407 % (Stand: 2023).
Im Jahre 2023 gab es nach der amtlichen Statistik 143 sozialversicherungspflichtig Beschäftigte am Arbeitsort. Sozialversicherungspflichtig Beschäftigte am Wohnort gab es insgesamt 323. Im verarbeitenden Gewerbe und im Bauhauptgewerbe gab es keine Betriebe. Zudem bestanden im Jahr 2020 30 landwirtschaftliche Betriebe mit einer landwirtschaftlich genutzten Fläche von 1134 Hektar, davon waren 860 Hektar Ackerfläche und 273 Hektar Dauergrünfläche.

### Bildung
Im Jahr 2024 gab es folgende Einrichtungen:
- 1 Kindertageseinrichtung: 57 genehmigte Betreuungsplätze, 46 betreute Kinder

### Verkehr
Im Nordosten läuft die Staatsstraße 2230 von Gunzenhausen nach Treuchtlingen an Meinheim vorbei, die Kreisstraße WUG 34 führt nach Wolfsbronn. 1,5 km im Osten verläuft die Bahnstrecke Würzburg-Treuchtlingen.

## Wettbewerb „Unser Dorf hat Zukunft“
Meinheim wurde zweimal im Wettbewerb „Unser Dorf hat Zukunft“ ausgezeichnet, einmal mit einem ersten Preis, einmal mit einem zweiten. Der Bürgermeister Wilfried Cramer führt das im Interview auf ein reiches Vereins- und Sportleben und viele Selbstständige zurück. Bei 600 Einwohnern gebe es 131 Gewerbeanmeldungen.